# Deep Space Network
Deep Space Network je mreža tanjurastih antena na Zemlji za primanje signala iz dubokog svemira. Koriste je Voyager 1 i 2, te mnoge druge letjelice, za slanje i primanje podataka iz dubokog svemira na Zemlju.